# Сколт-саамски език
Сколт-саамският език е саамски език, който се говори в областта Севетиярви във Финландия и съседните ѝ райони в Русия.
Застрашен е от изчезване, макар че е обявен за официален език във финландската провинция Инари. Преподава се на деца още в детската градина, но само като втори чужд език.

## Писменост
Използва се латиница от 1973 година.

## Граматични особености
Има изключително сложна фонетична система: много гласни, особени меки съгласни и просодия.
Езикът не е типично аглутинативен за разлика от останалите саамски езици. По подобие на естонския език е развил някои черти, присъщи на флексивните езици. Притежава силно развита падежна система на имената: 9 падежа, три числа (единствено, двойствено, множествено), четири лица (първо, второ, трето и неопределено). Някои падежи обаче изискват промяна на корена (коренова флексия) и има сливане на морфеми.